# اولاف گرهارد تیخسن

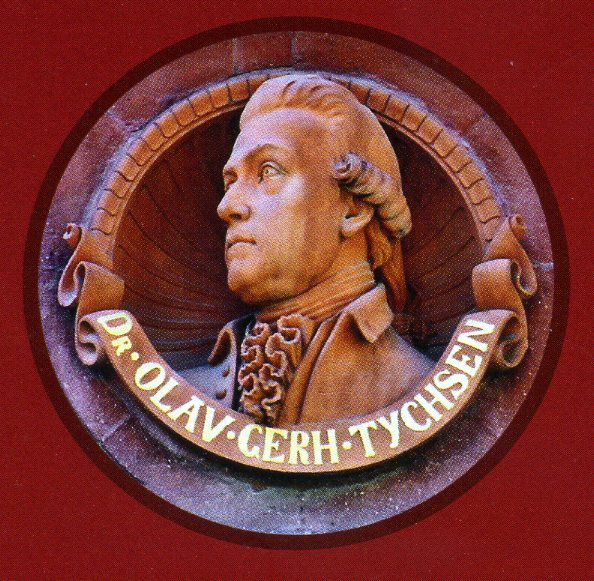
نقاشی برجسته در ساختمان اصلی دانشگاه روستوک

اولاف گرهارد تیخسن (به آلمانی: Oluf Gerhard Tychsen) (۱۴ دسامبر ۱۷۳۴، توندر، سپس شلسویگ، دانمارک کنونی – ۳۰ دسامبر ۱۸۱۵، روستوک، سپس مکلنبورگ-شورین، آلمان کنونی) خاورشناس و عبری‌شناس آلمانی بود. او امروزه به عنوان یکی از بنیانگذاران سکه شناسی اسلامی شناخته می شود.
به عنوان یک مسیحی لوتری، او در مدرسه گرامری کریستیانهوم در آلطنای هولشتاین و سپس در مدرسه ربانی مرتبط با کنیسه اشکنازی آلتنا، که تحت هدایت یوناتان ایبشتاتس، رئیس خاخام جامعه سه‌گانه آلنا-همبورگ-واندسبک بود، تحصیل کرد. از سال 1756 در دانشگاه هاله به تحصیل زبان‌های شرقی پرداخت.
او یک سال را به کار تبلیغی برای تبدیل یهودیان به مسیحیت گذراند و سپس در دانشگاه تازه تأسیس بوتزوف تدریس عبری کرد. در دانشگاه بوتزوف، او مشاغل کتابداری و علمی مختلفی را بر عهده داشت و مجله‌ای به نام Bützower Nebenstunden تأسیس کرد که شامل مقالات متنوعی در زمینه عهد قدیم و فرهنگ شرقی، به ویژه فرهنگ مادی، مانند سکه‌های اسلامی بود.
از سال 1778 او در دانشگاه روستوک تدریس کرد و رهبری کتابخانه دانشگاه روستوک را بر عهده داشت. او در زمینه‌های مختلف مطالعات شرقی، عربی، سریانی و عبری کار کرد. مقدمه‌ای بر نمادشناسی اسلامی او در سال 1794، نخستین راهنمای علمی در این زمینه بود که بر اساس بیست و هفت سال تحقیق نوشته شده بود. در میان دانشجویان او می‌توان به کریستیان مارتین فرئن، که بعدها استاد دانشگاه کازان و بنیان‌گذار موزه آسیایی در سن پترزبورگ شد، و کریستیان آدلر اشاره کرد که نخستین فهرست علمی از مجموعه سکه‌های اسلامی را نوشت و بعدها به سرپرستی شلسویگ-هولشتاین منصوب شد. او نویسنده‌ای پرکار بود که در طول دوران علمی خود حدود چهل جلد از مطالعات علمی منتشر کرد. او عنوان "چاور" که یکی از درجات سِمَت ربانی است را از موشه لیفشیتز دریافت کرد و به تنها غیر یهودی شناخته شده‌ای تبدیل شد که این درجه را به دست آورده است.

## عضویت
- از سال 1791: جامعه سلطنتی علوم در آپسالا
- از سال 1792: آکادمی ادبیات ولزکا ویلترا (انجمن ادبی ولسکی)، ولتری
- از سال 1793: آکادمی سلطنتی سوئدی ادبیات، تاریخ و آثار باستانی، استکهلم
- از سال 1796: آکادمی گالیله‌ای هنر و علوم، پادوا (مکاتبه‌ای)
- از سال 1798: آکادمی سلطنتی علوم و ادبیات دانمارک
- از سال 1801: جامعه مکلمبورگی برای تحقیقات طبیعی، روستوک
- از سال 1803: جامعه سلطنتی پروسی علوم، برلین
- از سال 1813: آکادمی سلطنتی باواریا برای علوم، مونیخ (مکاتبه‌ای)
- از سال 1815: بخش تاریخی - واژه‌شناسی (دپارتمان)، دانشگاه کازان (مکاتبه‌ای افتخاری)

## منبع
- Niklot Klüßendorf: "Das akademische Münzkabinett der Universität Rostock (1794–1944)." In: Werner Buchholz, Günter Mangelsdorf (eds.): Land am Meer, Pommern im Spiegel seiner Geschichte, Roderich Schmidt zum 70. Geburtstag, Köln et al. 1995, pp. 725–757.
- Stefan Heidemann: "Die Entwicklung der Methoden in der Islamischen Numismatik im 18. Jahrhundert – War Johann Jacob Reiske ihr Begründer?" In: Hans-Georg Ebert, Thoralf Hanstein (edd.): Johann Jacob Reiske: Persönlichkeit und Wirkung, Leipzig 2005 (= Beiträge zur Leipziger Universitäts- und Wissenschaftsgeschichte 7), pp. 147–202.